# 옥양목

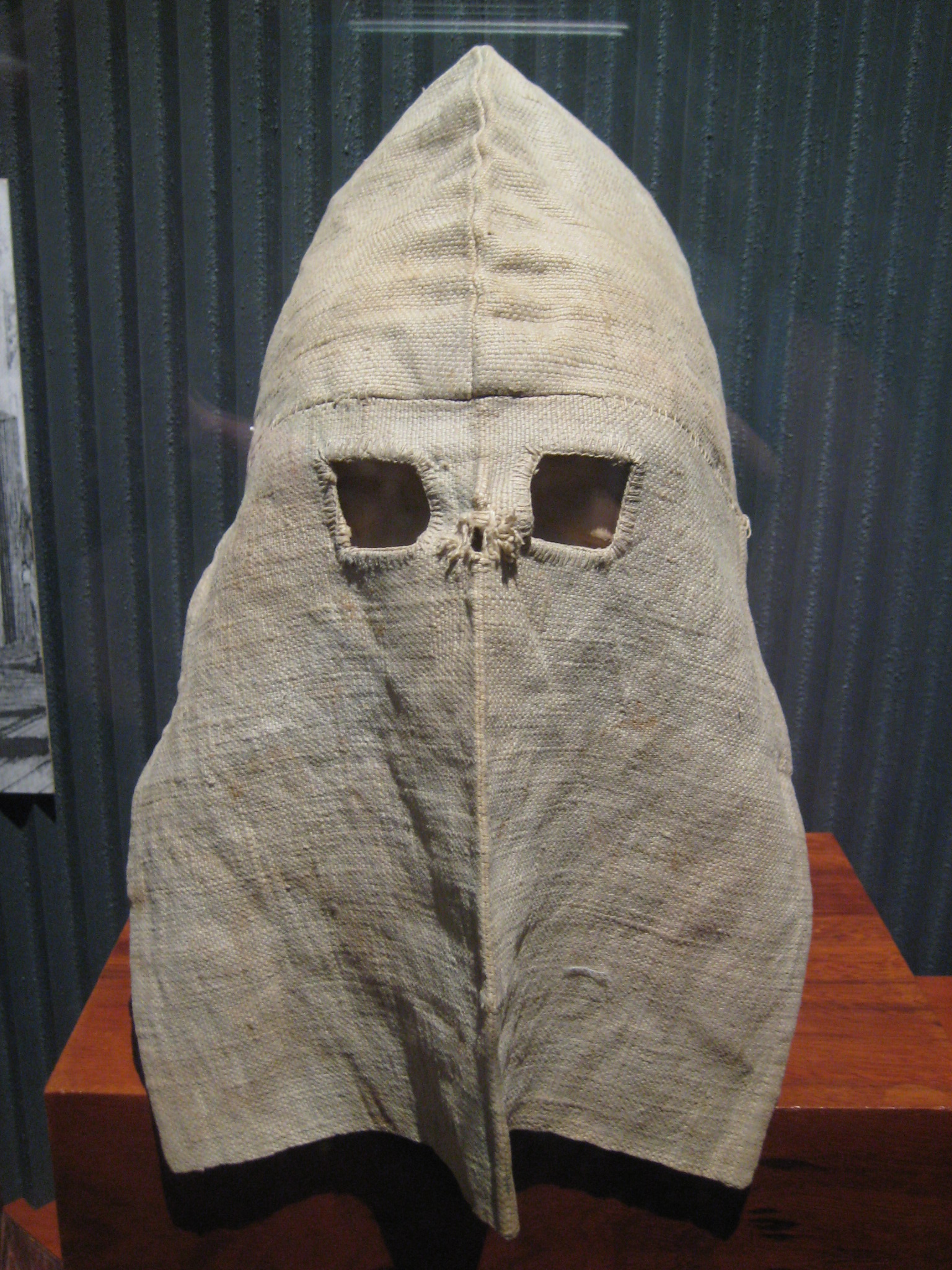
옥양목으로 만든 용수.

옥양목(玉洋木, calico)은 평직으로 짜서 표백한 면직물이다. 생목보다 발이 고운 무명의 피륙으로 빛이 희고 얇다. 보통 날염해서 쓰며 주로 침구에 이용한다.

## 같이 보기
- 삼색털 고양이
- 존 래컴

## 참고 자료
- 이 문서에는 다음커뮤니케이션(현 카카오)에서 GFDL 또는 CC-SA 라이선스로 배포한 글로벌 세계대백과사전의 내용을 기초로 작성된 글이 포함되어 있습니다.